# Allières
Allières ist eine französische Gemeinde mit 75 Einwohnern (Stand 1. Januar 2022) im Département Ariège in der Region Okzitanien. Sie gehört zum Arrondissement Saint-Girons und zum Kanton Couserans Est.
Nachbargemeinden sind Le Mas-d’Azil im Norden, La Bastide-de-Sérou im Osten und Durban-sur-Arize im Südwesten.

## Bevölkerungsentwicklung

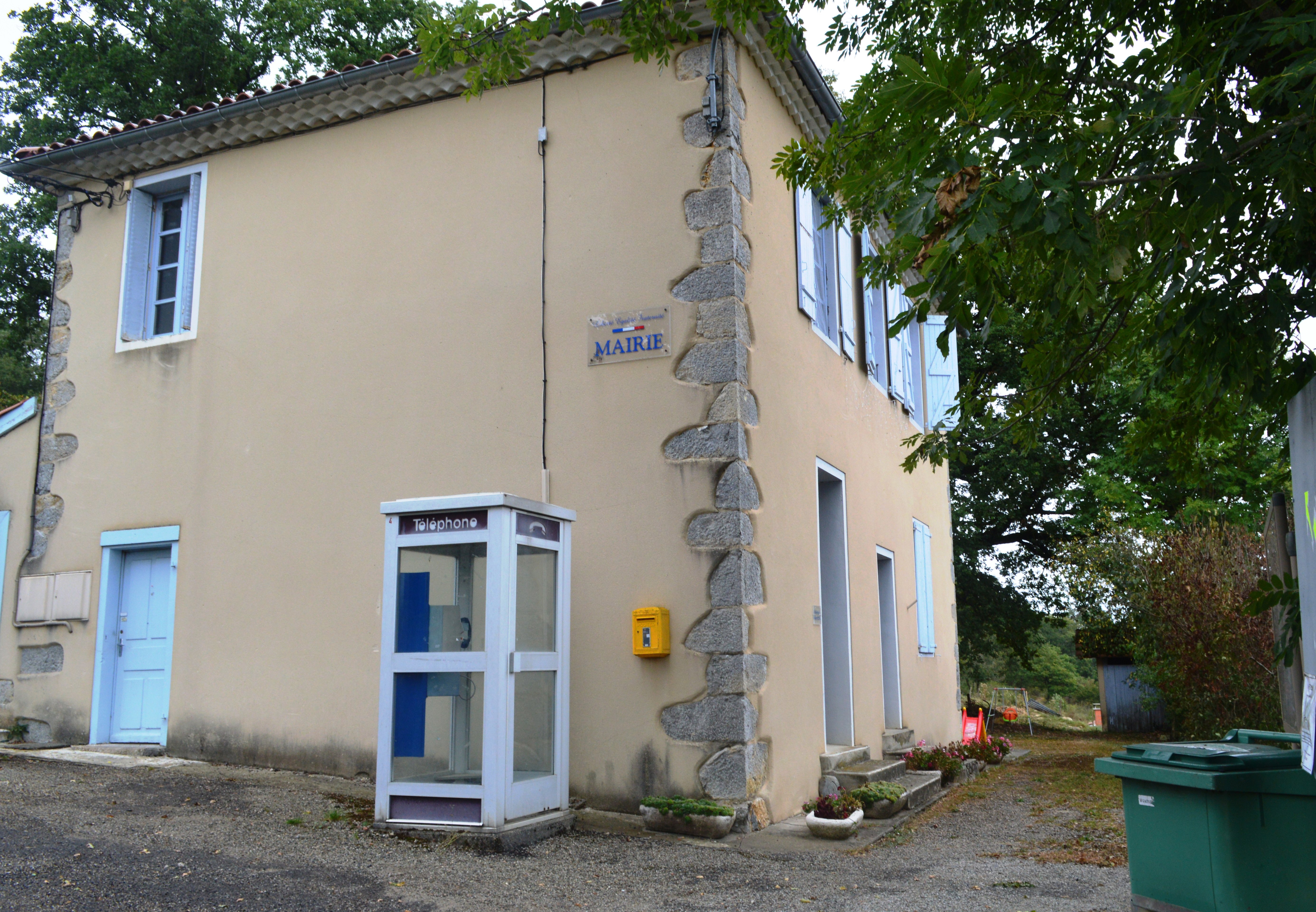
Die Mairie von Allières

| Jahr      | 1962 | 1968 | 1975 | 1982 | 1990 | 1999 | 2008 | 2015 |
| --------- | ---- | ---- | ---- | ---- | ---- | ---- | ---- | ---- |
| Einwohner | 87   | 55   | 45   | 40   | 57   | 65   | 63   | 71   |